# Poesía Han

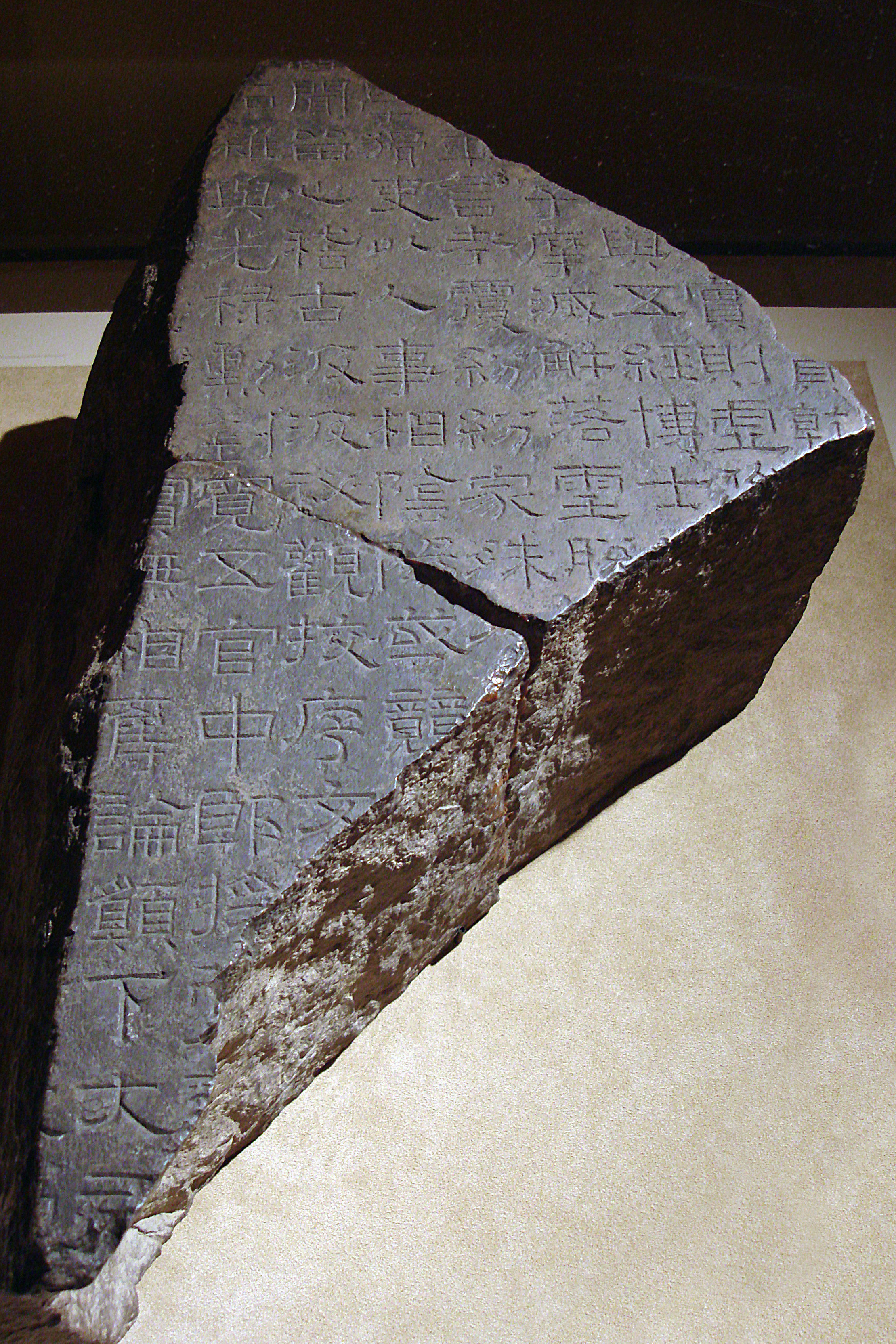
Un raro fragmento de los Clásicos en piedra de Xiping, una serie que incluía la antología de poesía Shijing, que era parte del legado de la poesía que contribuyó a la era dinástica Han.

La poesía Han dio lugar a poemas importantes que aún se conservan y que tienen su origen asociado con la era de la dinastía Han de China, 206 a. C. - 220 d. C., incluido el interregno de Wang Mang (9-23 d. C.). Los últimos años del final de la era Han (conocidos con el nombre de Jian'an, 196-220) a menudo reciben un tratamiento especial con fines de análisis literario porque, entre otras cosas, la poesía y la cultura de este período son menos que típicas de período Han, y tienen características importantes propias, o comparten aspectos literarios con el período posterior de los Tres Reinos. Esta poesía refleja uno de los florecimientos más importantes del mundo de la poesía, además de ser un período especial en la poesía clásica china, particularmente en lo que respecta al desarrollo del fu cuasipoético; las actividades de la Oficina de Música en relación con la colección de baladas populares y el desarrollo resultante de lo que finalmente se conocería como el yuefu, o como el estilo formal rapsódico; y, finalmente, hacia el final de la dinastía Han, el desarrollo de un nuevo estilo de poesía shi  ya que el desarrollo posterior del yuehfu en formas regulares de longitud de línea fija hace que sea difícil distinguir la forma shi del verso poético, y el qué los poemas específicos se clasifiquen como uno u otra es algo arbitrario. Otra importante contribución poética de la era Han es la recopilación de la antología de Chu, que contiene algunos de los versos poéticos más antiguos e importantes que se conservan de la antigua China, así como la transmisión de la antología Shijing.

## Antecedentes generales

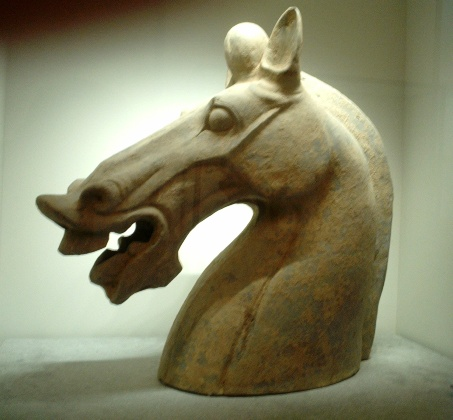
Una cabeza de caballo de terracota de la dinastía Han (siglos I-II d.C.).

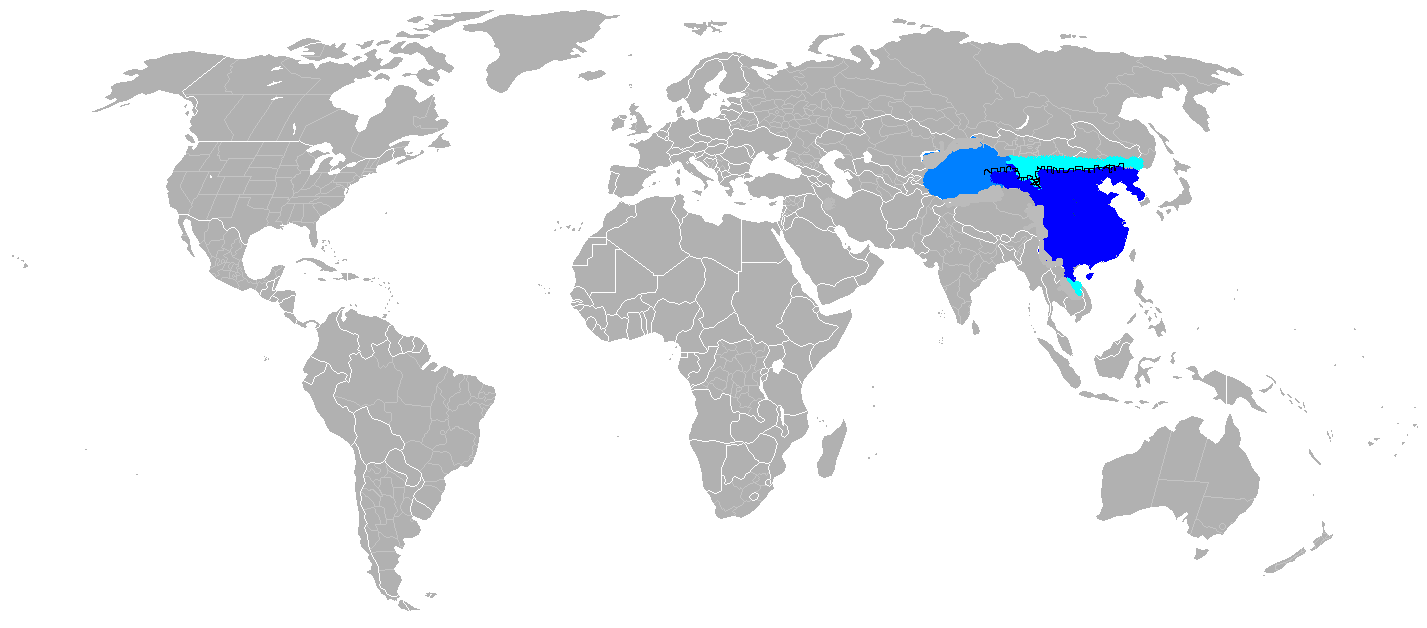
Mapa de la dinastía Han del Oeste en el año 2 d. C. 1. El azul más oscuro son los principados y comandancias del Imperio Han. 2. El azul claro es el protectorado de la cuenca del Tarim. 3. Las áreas azul cielo estaban bajo un control fluctuante. 4. Las almenas son la Gran Muralla china durante la dinastía Han.

La familia dinástica gobernante de la dinastía Han fue la familia Liu, fundada por Liu Bang, cuya carrera ascendió desde funcionario menor (algo así como un funcionario local durante la rápida desintegración y el caos de los últimos años de la dinastía Qin) a ser un forajido y un rebelde escondido en las colinas, hasta llegar a ser el Rey de Chu durante la División de Qin en 18 estados o reinos. Fue honrado póstumamente como Gran Fundador de Han o Emperador del Gran Ancestro Han (Gaozu). A pesar de su origen campesino, su falta general de alfabetización y lo que se consideraban formas generalmente vulgares, Liu Bang tenía un gran respeto por la literatura y el aprendizaje. Su patrocinio de la literatura y las artes, así como sus conexiones con la cultura de Chu, sentaron un precedente para el resto de la dinastía que fundó, y que logró mantener gran parte del poder político en manos de la familia Liu. A menudo esto se logró permitiendo a los príncipes de la familia Liu una gran autonomía en sus áreas locales, fomentando así el desarrollo de cortes reales subsidiarias, además de la corte imperial principal; y, en algunos casos, esto alentó el patrocinio principesco de la literatura y las artes, con una mayor diversidad y fertilización cruzada de géneros y estilos artísticos. Otras características importantes de la era Han incluyen la ubicación de la capital en Chang'an durante Han occidental, y su traslado a Luoyang en Han oriental, la extensión del imperio Han a nuevas regiones y el contacto con nuevos pueblos y culturas, un desarrollo que se amplió con las exploraciones posteriores de personas como Zhang Qian de la Ruta de la Seda, que en el siglo II a. C. llegó hasta Bactriana y Dayuan (Ferganá, en el este del Uzbekistán moderno), y entre otras cosas trajo la alfalfa y las uvas a China. También es importante en la historia de la dinastía Han el método de recordar las palabras a través de poemas. La escritura con tinta está atestiguada arqueológicamente durante el período Han, incluso en seda, papel de cáñamo y tiras de bambú. Las tiras de bambú (o madera) se ataron cuidadosamente con delicadas cuerdas. Cuando estas se pudrían y se rompían, los papeles individuales se confundían y el texto que estaba escrito en ellas a menudo se mezclaba. También se utilizaron métodos como el estampado o marcado en arcilla o el grabado en piedra; y, aunque eran relativamente duraderos, requería una artesanía bastante elaborada para producirlos. Poca poesía de la dinastía Han sobrevive tal como se registró o publicó originalmente, en cambio, la mayoría de los poemas conservados existen tal como los transmitieron al futuro las antologías de la poesía de las Seis Dinastías.

## Trasfondo poético
Una parte importante del legado poético recibido por los poetas de la dinastía Han fue el estilo de verso Shijing, tipificado por su verso "clásico" de cuatro caracteres. Las influencias de los versos de Shijing durante la era Han se dirigieron hacia aspectos importantes de la poesía clásica china, como el uso de la voz directa de la experiencia inmediata, que tenía la intención de proporcionar una ventana a la expresión del alma de una persona. Otro legado importante recibido por los poetas Han fue el del género de poesía de Chu con innovaciones en algunas de sus formas de verso, como longitudes de línea variadas, un cuerpo de material que fue ampliado con adiciones adicionales por los poetas Han, y luego publicado en una antología editada. Además, existía una tradición recibida de canciones y baladas folclóricas transmitidas oralmente. La corte imperial de la dinastía Qin anterior no era conocida por su poesía sino por la quema de libros y el enterramiento de eruditos (chino: 焚書坑儒; pinyin: fénshū kēngrú) y, al final, los "incendios de Qin" se extendieron hasta la destrucción de la biblioteca imperial. Hubo poca o ninguna influencia poética directa de esa fuente. La extensión del imperio Han a nuevas áreas introdujo conceptos y objetos materiales nuevos y exóticos, que a veces se convirtieron en temas de obras en forma literaria en prosa-poesía fu. Asimismo, durante la dinastía Han, las políticas estatales en cuanto al legado filosófico asociado a Confucio centraron cierta atención y financiación pública en apoyo al Shijing (Clásico de la poesía), que a partir de entonces fue considerado como uno de los pocos miembros de la selecta lista de obras canónicas clásicas.

## Poetas de la dinastía Han
Se conocen algunos poetas muy conocidos de la época Han; sin embargo, muchos de los poetas son anónimos, incluidos los poetas de las colecciones de la Oficina de la Música, incluidas las Diecinueve Canciones Antiguas, como es típico de los poemas de la tradición de las baladas populares. Entre los autores importantes de poesía de la era Han se encuentran Zhang Heng y Liu Xiang. Muchos de los poetas Han que escribieron con su propia voz personal bajo su propio nombre o seudónimo escribieron en el estilo fu, en el estilo sao (Chuci) o en ambos. En otros casos, los poemas se han atribuido a personas específicas de la dinastía Han, o se han escrito en la perspectiva de su personalidad, pero el autor real sigue siendo desconocido. Por ejemplo, los casos de los poemas atribuidos a Su Wu y la Consorte Ban no están determinados. Otros poetas han incluyen a Sima Xiangru, Ban Gu y Mi Heng.

### Sima Xiangru
Sima Xiangru (179-127 a. C., también conocido como Szu-ma Hsiang-ju) fue uno de los poetas más importantes de la era dinástica Han, y escribió tanto en el estilo Chuci como en el Fu.

### Su Wu

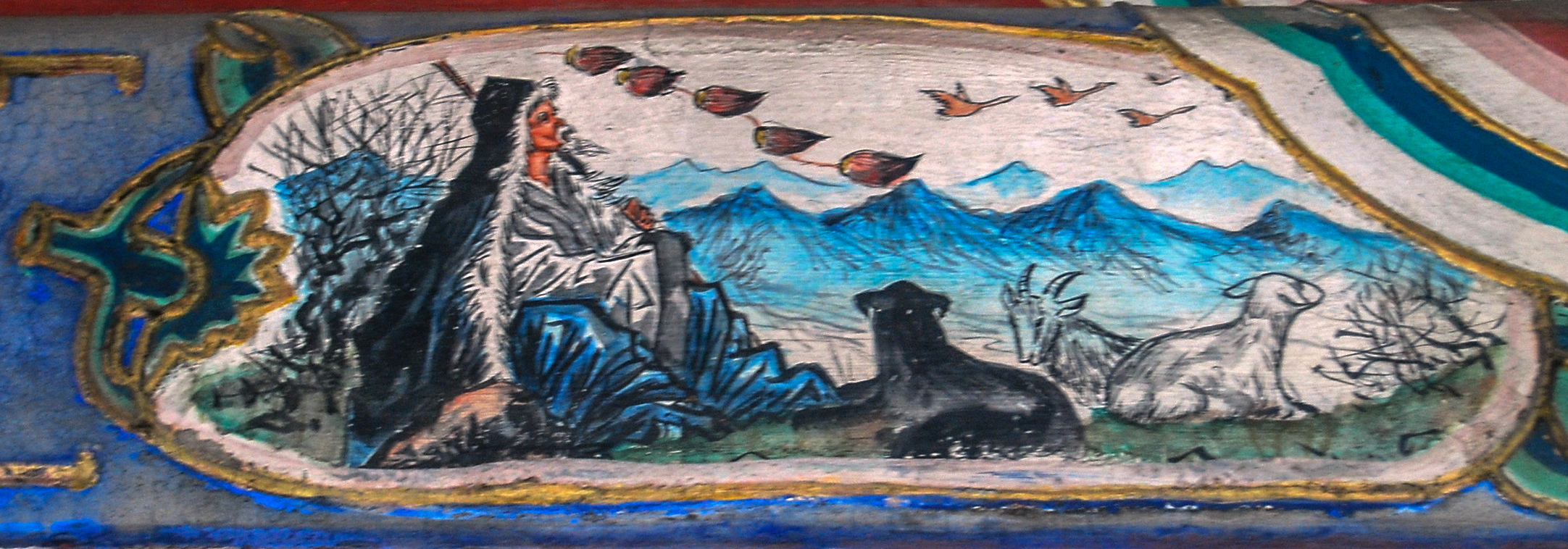
Su Wu en el cautiverio extranjero, donde se vio obligado a pastorear ovejas o cabras. En el Gran Corredor.

Su Wu (140 - 60 a. C.) estuvo cautivo durante 19 años, regresando a China en el 81 a. C.: sólo 4 poemas recopilados en el Wen Xuan se le atribuyen de manera cuestionable. Hay una historia sobre Su Wu que se convirtió en una alusión común en la poesía china. Según esta historia, durante el comienzo de su cautiverio en el imperio Xiongnu, Su Wu fue tratado con dureza, hasta el punto que se dice que tuvo que comerse el forro de su abrigo y beber nieve que derritió para obtener agua. Más tarde, Su fue elevado de estatus, incluso se dice que tuvo una esposa que le dio hijos. Cuando el emperador Han envió una misión de embajador hacia el territorio en el que estaba detenido, el gobernante Xiongnu quiso ocultar la presencia de Su Wu, presumiblemente para evitar complicaciones diplomáticas. Pero, Su Wu al enterarse de esto engañó al gobernante al afirmar que había enviado un mensaje al emperador atándolo a la pata de un ganso, y en consecuencia, que dado que su presencia ya era conocida por la delegación china, cualquier intento de ocultar su presencia sería vista como indecoroso. Esto es al menos parte del origen del uso de la imagen de un ganso volador como mensajero, llevando atada a su pata (quizás simbólicamente) una carta entre dos personas separadas una al norte y otra al sur que podría concebirse un ganso migratorio como posible modo de comunicación.

### Ban Jieyu (Consorte Ban)
Ban Jieyu, también conocida como la Consorte Ban (Pan Chieh-Yü) fue una concubina del emperador Cheng de Han (que reinó entre el 33 y el 7 a. C.) y la tía abuela del poeta, historiador y autor Ban Gu. Se le atribuye un poema muy conocido del Wen Xuan. Aunque es muy poco probable que realmente sea de ella (especialmente porque no está en la biografía de su sobrino nieto Ban), ciertamente está escrito como si pudiera haber sido escrito por ella o alguien en su posición. Es un importante ejemplo temprano del género de poesía de la dama de palacio aislada.

### Ban Gu
Ban Gu fue un historiador y poeta chino del siglo I más conocido por su participación en la compilación del compendio histórico del Libro de Han. Ban Gu también escribió varios fu, que están antologizados en Wen Xuan.

## Chuci
Una de las contribuciones más importantes de la era Han a la poesía es la compilación de la antología de poesía Chuci, que conserva muchos poemas atribuidos a Qu Yuan y Song Yu del período de los Reinos Combatientes (finalizado en 221 a. C.), aunque aproximadamente la mitad de los poemas parece que de hecho se han compuesto durante la dinastía Han. El significado de Chuci es algo como "El material de Chu", refiriéndose a la antigua Tierra de Chu. La versión tradicional del Chu Ci contiene 17 secciones principales, antologizadas con su contenido actual por Wang Yi, un bibliotecario del siglo II d. C. que sirvió bajo el emperador Shun de Han, quien agregó sus propios versos derivados del estilo Chuci o "sao" en el final de la colección, bajo el título de Nueve anhelos. Los poemas y piezas de la antología de Chuci varían en sus estilos poéticos formales, que incluyen métricas de línea variables, uso variable de partículas exclamativas, el uso o no de títulos para piezas individuales dentro de una sección y la presencia variable del luan. Otros poetas del período Han, además de Wang Yi, el bibliotecario, que se sabe o se cree que contribuyeron con poemas recopilados en el Chuci incluyen al poeta Wang Bao y al erudito Liu Xiang. Liu An, el Príncipe de Huainan, y su círculo literario estuvieron involucrados con el Chuci, pero la atribución de autoría de algún poema en particular es incierta.

## Fu

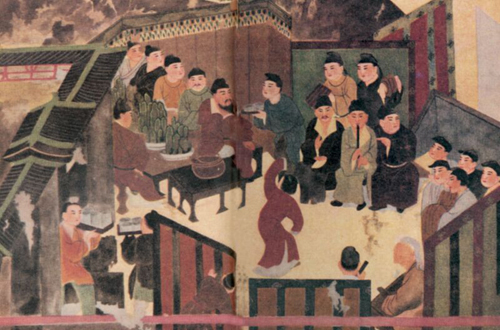
Encuentro de Liangyuan: pintura de la dinastía Song de una reunión literaria de la dinastía Han en el jardín Liang de Liu Wu, príncipe de Liang. Liang era uno de los principados del imperio Han, y un área (como su príncipe Liu Wu) asociada con un gran logro literario.

Una de las principales formas de literatura durante la dinastía Han fue el fu (a veces traducido como "rapsodia"), una forma mixta ecléctica de prosa y verso, no fácil de clasificar como poesía o prosa. En chino, el fu se clasifica como wen en lugar de shi, sin embargo, estos términos no corresponden a las categorías de prosa y verso (una de las diferencias en la categorización del chino tradicional es que shi se cantaba o cantaba, mientras que fu no, al menos según el Hanshu), la credibilidad de esto se ve reforzada por el hecho de que uno de los compiladores del Hanshu (también conocido como Libro de Han o Historia de la antigua dinastía Han ) fue Ban Gu, quien era él mismo un practicante del estilo fu.  El Han fu derivó del Chuci, que tradicionalmente se consideraba obra de Qu Yuan, que era un vagabundo que recorría el campo y las aldeas del Reino de Chu, después de su exilio de la corte. En este contexto, el "Li Sao" es particularmente relevante. Los Han fu de los siglos II y I a. C. estaban íntimamente asociados con las cortes del emperador y sus príncipes. En otras palabras, eran productos literarios refinados, ornamentados, pulidos y con un vocabulario de élite; y, a menudo, el tema incluye temas como la vida en los palacios de las capitales Han. El desarrollo de la forma fu durante la dinastía Han muestra un movimiento hacia la poesía posterior más personal y los poemas de reclusión, típicos, por ejemplo, de Tao Yuanming, el poeta de las Seis Dinastías. El famoso astrónomo, matemático, inventor, geógrafo, cartógrafo, artista, poeta, estadista y erudito literario de la dinastía Han Zhang Heng (78-139 d. C.) escribió un fu sobre su propia experiencia personal (real o imaginaria) de salir del ciudad y su política y su vuelta al campo y la naturaleza. La forma fu continuó siendo popular en los siglos posteriores a la desaparición del poder imperial Han.

## Baladas folclóricas de tradición oral
Un aspecto importante de la poesía Han tiene que ver con la influencia de la tradición de las baladas folclóricas, que se puede ver en las colecciones de poesía Diecinueve poemas antiguos y el yuefu de la Oficina de la Música.

### Diecinueve poemas antiguos de Han
Uno de los desarrollos estilísticamente más importantes de la poesía Han se puede encontrar en la colección Diecinueve poemas antiguos. Aunque las versiones existentes existen solo en colecciones posteriores, particularmente el compendio literario de Wen Xuan, los 19 poemas en sí parecen ser del período Han. Son influyentes tanto por la forma poética del gushi ("estilo antiguo") como por su "tono de melancolía inquietante". . . . Voces anónimas que nos hablan desde un pasado sombrío, suenan con una nota de tristeza que va a dominar la poesía de los siglos siguientes "  Muchas versiones de estos 19 poemas continuaron reinventándose en la época posterior a Han, incluido un renacimiento importante en la época de la poesía Tang. Como Diecinueve poemas antiguos significa literalmente "19 gushi", la poesía escrita inspirada en este estilo se denominó estilo gushi, o simplemente gushi (también transcrito como ku-shi).

### Oficina de la Música (Yuefu)
Otro aspecto importante de la poesía Han involucró a la institución conocida como Oficina de la Música, o, en chino, Yuefu (o Yüeh-fu). La Oficina de la Música era una institución gubernamental china que existió con evidencia histórica y arqueológica en varios momentos durante la historia de China, incluida la dinastía Qin. La dinastía Han adoptó en gran medida las instituciones Qin para su propio modelo organizativo y, en particular, Han Wudi está asociado con un resurgimiento o una elevación en el estatus de la Oficina de la Música, en la que se basó para las elaboradas y espectaculares actuaciones ceremoniales realizadas bajo su régimen. Las funciones tradicionales de la Oficina de Música incluían recopilar música y letras de poesía de todo el imperio, y dirigir y coreografiar su interpretación para el emperador y su corte. Los versos de poesía publicados por ella se conocen como piezas de "Oficina de la Música", las obras posteriores modeladas en ese estilo se conocen como piezas de "estilo de Oficina de la Música" (yuefu); y algunos de estos poemas de "yuefu literario" y "nuevo yuefu" fueron escritos por algunos de los mejores poetas posteriores. Las piezas yuefu de la era Han se recopilaron y transmitieron a los tiempos futuros en antologías (en su mayoría de la era de las Seis Dinastías) como Wen Xuan y Nuevas canciones de la terraza de jade.

## Poesía de Jian'an y el futuro deYuefu

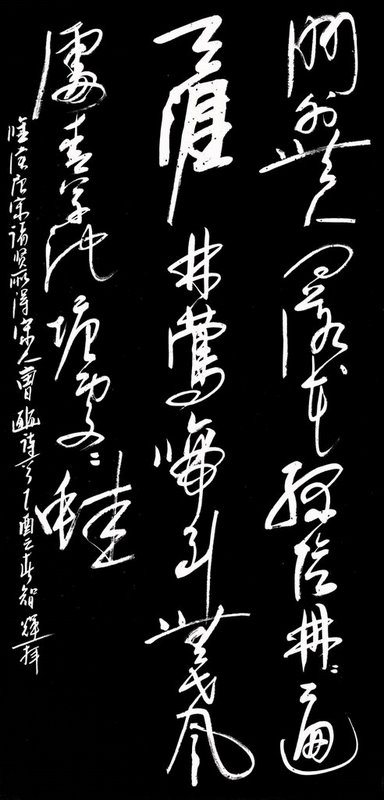
Imagen de caligrafía posterior de un poema atribuido a Cao Bin, hermano menor de Cao Zhen.

La última era del reinado de Han se llamó Jian'an. En este período, la estructura política de Han se estaba derrumbando, mientras surgían nuevos desarrollos en la poesía. Este estilo de poesía Jian'an yuefu continuó en la era de los Tres Reinos y las Seis Dinastías, al igual que las vidas de algunos de los autores como Cao Cao, quien nació durante la dinastía Han pero sobrevivió. El estilo que se desarrolló a partir de los modelos de la poesía de la Oficina de la Música , fue una característica particularmente importante de la poesía de Jian'an y la poesía de las Seis Dinastías subsiguientes. La trayectoria evolutiva de esta poesía fue hacia el verso regular de longitud fija que alcanzó su plenitud en sus realizaciones de la era Tang. La poesía conservada de la era dinástica Han no solo existe como un monumento a los logros y la habilidad de los poetas de esa época, sino que también sirve como enlace en un legado poético que fue explícitamente valorado durante la era dinástica Tang (durante la cual se desarrollaron los poemas). En la tradición de este estilo fueron conocidos por los críticos como ("nuevo yuefu"), y continuaron siendo valorados en la poesía clásica china posterior, y en la poesía de hoy; que es a su vez, otro eslabón en una larga cadena de desarrollo en el campo de la poesía, a la que los poetas conocidos y anónimos hicieron sus singulares aportaciones.